# Fedora Live USB creator
Il Fedora Live USB creator è uno strumento destinato a creare Live USBs di Fedora.

## Caratteristiche
- Disponibile per Windows e Linux
- Installazione non distruttiva (non necessita di formattare il dispositivo USB)
- Supporto di più release Fedora, tra cui Fedora 10, 11 e 12
- Supporto della piattaforma educativa Sugar, derivata dal progetto One Laptop Per Child
- Rilevazione automatica di tutti i dispositivi rimovibili
- Creazione di impostazioni persistenti per salvare tutti i documenti creati e le modifiche apportate al sistema (funziona solo da Fedora 9 in poi)
- Checksum SHA1 per la verifica delle release, al fine di assicurare che il download sia andato a buon fine